# 길나온
길나온(1993년 7월 10일 ~ )은 KBO 리그 고양 위너스의 투수이다. 개명 전 이름은 길민세(吉民世)이다. 누나는 음악 그룹 열두달의 길나율이다.

## 한국 프로야구 시절

### 넥센 히어로즈시절
2012년에 입단하였다. SNS 논란을 일으켜 방출됐다.

## 한국 독립야구 시절

### 고양 위너스시절
2018년에 입단하였다.

## 호주 프로야구 시절
2018년에 질롱 코리아에 입단하였다. 입단 후 포지션을 투수로 전향했다.

## 수상
- 2010년 제 44회 대통령배 전국고교야구대회 안타왕, 타격왕

## 출신 학교
- 심석초등학교
- 신일중학교
- 덕수고등학교(전학) → 천안북일고등학교